# گوست رایدر: روح انتقام
گوست رایدر: روح انتقام (به انگلیسی: Ghost Rider: Spirit of Vengeance) یک فیلم ابرقهرمانی محصول سال ۲۰۱۲ ایالات متحده آمریکا است که با الهام از شخصیت ضدقهرمان روح سوار، از شرکت مارول کامیکس ساخته شده‌است. روح انتقام به کارگردانی مشترک مارک نولدین و برایان تیلور است و فیلمنامه آن توسط دیوید اس. گویر، اسکات ام. گیمپل و سث هافمن به رشته تحریر درآمده است. این فیلم ادامه‌ای بر قسمت قبلی آن به نام گوست رایدر است که در سال ۲۰۰۷ اکران شده بود. در این فیلم یکبار دیگر نیکلاس کیج نقش جانی بلیز را بازی می‌کند. فیلم تا حد زیادی با واکنش‌های منفی از سوی منتقدان همراه بود.

## خلاصه داستان
داستان فیلم از جایی آغاز می‌شود که جانی بلیز (نیکلاس کیج) تحت نیروی اهریمنی قرار می‌گیرد و تبدیل به روح سوار می‌شود. او به دنبال انسان‌های بد و خبیث می‌رود و جان آن‌ها را می‌گیرد. در این میان پسر بچه‌ای که در دام انسان‌های شرور افتاده ...

## مشروح داستان
در روستایی در رومانی، راهبی دائم‌الخمر به نام مورو (Moreau) به صومعه‌ای در نزدیکی هشدار می‌دهد که نیروهای روارک (Roarke)، که همان مفیستو است، به‌زودی به آن‌جا حمله خواهند کرد. آن‌ها قصد دارند پسربچه‌ای به نام دنی را بربایند و آیینی را روی او اجرا کنند تا روارک سالخورده بتواند خود را به بدن دنی منتقل کند. در درگیری مسلحانه‌ای که درمی‌گیرد، دنی همراه مادرش نادیا موفق به فرار می‌شود. مورو تصمیم می‌گیرد جانی بلیز را که در خفا زندگی می‌کند بیابد؛ چرا که جانی نمی‌خواهد روح انتقام‌جوی درونش آزاد شود. مورو به او پیشنهاد می‌دهد که اگر به یافتن دنی کمک کند، روحش را بازگرداند و نفرین «روح انتقام‌جو» را از بین ببرد.
نادیا و دنی به دست دوست‌پسر پیشین نادیا، ری کاریگن (Ray Carrigan)، اسیر می‌شوند. در حالی که کاریگن قصد دارد نادیا را بکشد، «روح انتقام‌جو» سر می‌رسد و چند تن از افراد او را می‌کشد. نادیا حواس «روح انتقام‌جو» را پرت می‌کند، و او با نارنجک مجروح می‌شود. نادیا می‌گریزد، اما دنی دوباره اسیر می‌شود. کاریگن به روارک (که در واقع همان مفیستو است) از دخالت «روح انتقام‌جو» خبر می‌دهد و روارک برای جلوگیری از ردگیری دنی، وردی روی او می‌خواند. در همین حین، جانی در بیمارستان به هوش می‌آید و از آن‌جا می‌گریزد. او نادیا را می‌یابد و او را قانع می‌کند که کمکش را بپذیرد. نادیا توضیح می‌دهد که خود او نیز با روارک معامله‌ای کرده و دنی در واقع پسر روارک است.
شب‌هنگام، نادیا و جانی یکی از افراد کاریگن را بازجویی می‌کنند و جانی به‌تنهایی به‌دنبال کاریگن می‌رود. «روح انتقام‌جو» ظاهر می‌شود و با استفاده از یک ماشین معدن‌کاوی Bagger 288 که قدرت گرفته، مخفیگاه آنان را نابود و کاریگن را به‌شدت زخمی می‌کند. سپس به‌سوی نادیا حمله‌ور می‌شود و می‌کوشد نگاه توبه‌برانگیز خود را روی او اعمال کند، اما دنی جلویش را می‌گیرد. روارک کاریگن را در آستانهٔ مرگ می‌یابد و او را احیا می‌کند و به او قدرت پوساندن هر چیزی را که لمس کند می‌بخشد. جانی و نادیا، دنی را به صومعه می‌برند؛ جایی که مورو توضیح می‌دهد «روح انتقام‌جو» فرشته‌ای به نام زاراتوس است که فریب خورده، اسیر و شکنجه شده و در دوزخ دیوانه گشته است. مورو به جانی می‌گوید که اگر رازی را که فقط خودش می‌داند بگوید، می‌تواند روح زاراتوس را از او بیرون کند. جانی اعتراف می‌کند که معامله‌اش با روارک از سر خودخواهی بوده است؛ چرا که پدرش با سرطان کنار آمده بود و آمادهٔ مرگ بود، اما جانی نمی‌توانست آن را بپذیرد. مورو روح را بیرون می‌کشد و جانی دوباره انسان می‌شود. راهب ارشد، متودیوس، می‌کوشد دنی را بکشد، اما کاریگن وارد می‌شود و راهبان را می‌کشد و دنی را دوباره می‌رباید.
آیین انتقال روح روارک به بدن دنی آغاز می‌شود، در حالی‌که جانی، نادیا و مورو پنهانی وارد مراسم می‌شوند. کاریگن، مورو را می‌کشد، اما دنی «روح انتقام‌جو» را به جانی بازمی‌گرداند. دنی به «روح انتقام‌جو» توانایی ماندن در این حالت حتی در روز روشن را می‌دهد. سپس، «روح انتقام‌جو» به‌دنبال روارک می‌تازد. او کاریگن را می‌کشد و با زنجیرش خودروی حامل روارک و دنی را واژگون می‌کند و روارک را دوباره به دوزخ می‌فرستد. با شکست روارک، زاراتوس دوباره به حالت عقلانی خود بازمی‌گردد و به تجسم پیشین خود، یعنی «روح عدالت» بدل می‌شود. جانی با شعلهٔ آبی زاراتوس، دنی را زنده می‌کند. در پایان فیلم، جانی در حالی‌که هنوز در هیأت «روح انتقام‌جو» است، در جاده می‌تازد، اما شعله‌های موتورسیکلت و بدنش اکنون به رنگ آبی درآمده‌اند.